# The Rolling Stones 2nd American Tour 1964
The Rolling Stones 2nd American Tour 1964 es una serie de conciertos musicales que la banda realizó entre las fechas del 24 de octubre de 1964 y el 11 de noviembre de 1964, en los que fueron un total de 11 shows para promocionar su álbum 12 x 5.

## Miembros de la banda
- Mick Jagger voz, armónica
- Keith Richards guitarra, voz
- Brian Jones guitarra
- Bill Wyman bajo
- Charlie Watts percusión

## Fechas

### Norteamérica
- 30/10/1964  Memorial Auditorium, Sacramento, California
- 01/11/1964  Civic Auditorium, Long Beach, California
- 01/11/1964  Balboa Park Bowl, San Diego, California
- 03/11/1964  Public Hall, Cleveland, Ohio
- 04/11/1964  Loews Theater, Providence, Rhode Island
- 11/11/1964  Auditorium, Wiscosin, Milwaukee
- 12/11/1964  War Memorial Coliseum, Fort Wayne, Indiana
- 13/11/1964  Wampler's Hara Arena, Dayton, Ohio
- 15/11/1964  Arie Crown Theatre, Chicago, Illinois